# Casa William Jennings Bryan (Miami)
La Casa William Jennings Bryan  es una casa histórica ubicada en Miami (Florida, Estados Unidos). Se encuentra inscrita  en el Registro Nacional de Lugares Históricos desde el 20 de enero de 2012.  

## Ubicación
La Casa William Jennings Bryan se encuentra dentro del condado de Miami-Dade en las coordenadas 25°44′55″N 80°12′22″O / 25.748569, -80.206053.